# Canton de Cahors-Sud
Le canton de Cahors-Sud était une division administrative française située dans le département du Lot.

## Géographie
Ce canton est organisé autour de Cahors dans l'arrondissement de Cahors. Son altitude varie de 105 m (Cahors) à 343 m (Trespoux-Rassiels) pour une altitude moyenne de 196 m.

## Administration

### Conseillers généraux de 1833 à 2015
| Période | Période      | Identité                   | Étiquette   | Qualité |
| ------- | ------------ | -------------------------- | ----------- | --- |
| 1833    | 1848         | Etienne Brives             |             | Industriel, Président du Tribunal de Commerce Premier adjoint au maire de Cahors                                                                               |
| 1848    | 1852         | Victor Carla               |             | Notaire, Maire de Cahors |
| 1852    | 1872 (décès) | Emile Dufour               |             | Avocat, conseiller municipal de Cahors |
| 1872    | 1886         | Pierre Dufour              | Droite      | Sous-directeur de la ferme-école Maire du Montat |
| 1886    | 1900 (décès) | Amédée Delport             | Républicain | Ancien notaire, Cahors |
| 1901    | 1913 (décès) | Jean Costes                | Rad.        | Notaire, Sénateur (1901-1906) Maire de Cahors (1887-1906) Ancien conseiller d'arrondissement du canton de Cahors Ancien Président du conseil d'arrondissement  |
| 1913    | 1919         | Auguste Mazières           | Rad.        | Ancien avoué, conseiller d'arrondissement, Cahors |
| 1919    | 1922         | Albert Tassart             |             | Avocat à Cahors |
| 1922    | 1937         | Urbain Gayet               | Rad.        | Entrepreneur de travaux publics à Cahors Vice-président de la Chambre de commerce du Lot                                                                       |
| 1937    | 1940         | Dr Jean Calvet             | PRS         | Médecin Adjoint au maire de Cahors, conseiller d'arrondissement                                                                                                |
|         |              |                            |             | |
| 1943    | 1945         | Xavier Gisbert (1881-1964) | ?           | Avocat - Maire de Cahors (1942-1944) Nommé conseiller départemental en 1943 Président du Conseil départemental (1943-1945)                                     |
|         |              |                            |             | |
| 1945    | 1961         | Dr Jean Calvet             | Rad.        | Médecin Maire de Cahors (1945-1955) |
| 1961    | 1967         | Georges Héreil             | Centriste   | Président-Directeur-Général de Sud-Aviation |
| 1967    | 1979         | Joseph Teysseyre           | PCF         | Retraité SNCF, conseiller municipal de Cahors |
| 1979    | 1985         | Henri Thamier              | PCF         | Professeur d'enseignement général honoraire Député (1946-1951 et 1952-1958) Maire-adjoint de Cahors                                                            |
| 1985    | 1998         | Pierre Mas                 | UDF         | Directeur commercial Conseiller municipal de Cahors - Conseiller régional                                                                                      |
| 1998    | 2015         | Gérard Miquel              | PS          | Agriculteur - Sénateur (1992-2017) Ancien conseiller régional Président du Conseil général (2004-2014), Ancien maire de Nuzéjouls, maire de Saint-Cirq-Lapopie |

En 1967, le candidat de l'UNR était Michel Péricard, journaliste à l'ORTF. Au deuxième tour, il obtint 1 253 voix (45,30 %) contre 1 513 (54,69 %) à son adversaire qui fut élu. 
(Ref. ""Le Monde " du 3 octobre 1967).

### Conseillers d'arrondissement (de 1833 à 1940)
| Période                                  | Période      | Identité              | Étiquette                | Qualité |
| ---------------------------------------- | ------------ | --------------------- | ------------------------ | --- |
| 1833                                     | 1848         | M. Joly               |                          | Substitut du Procureur du Roi à Cahors, puis Conseiller à la Cour royale d'Agen                             |
|                                          |              |                       |                          | |
| 1886                                     | 1895         | M. Valette            | Républicain              | Médecin |
| 1895                                     | 1901         | M. Costes             | républicain progressiste | |
| 1901                                     | 1913         | Auguste Mazières      | Radical                  | Avoué à Cahors                                                                                              |
|                                          |              |                       |                          | |
| 1919                                     | 1921 (décès) | Antonin Dulac         | Républicain              | Distillateur, conseiller municipal de Cahors                                                                |
| 18 décembre 1921                         | 1931         | Eugène-Prosper Carlin | Radical                  | Ingénieur des travaux publics de l'État, Cahors, Président du Conseil d'arrondissement                      |
| 1931                                     | 1937         | Jean Calvet           | PRS                      | Médecin Adjoint au maire de Cahors                                                                          |
| 1937                                     | 1940         | Henri Gayet           | Rad.ind.                 | Pharmacien à Cahors                                                                                         |
| 1940                                     |              |                       |                          | Les conseils d'arrondissement ont été suspendus par la loi du 12 octobre 1940 et n'ont jamais été réactivés |
| Les données manquantes sont à compléter. |              |                       |                          | |

## Composition
Le canton de Cahors-Sud se compose d’une fraction de la commune de Cahors et de quatre autres communes. Il compte 10 734 habitants (population municipale) au 1er janvier 2012.
| Nom                | Code Insee | Intercommunalité | Population (dernière pop. légale)              |
| ------------------ | ---------- | ---------------- | ---------------------------------------------- |
| Cahors (chef-lieu) | 46042      | CA Grand Cahors  | Fraction : 6 760(2012) Commune : 19 630 (2014) |
| Arcambal           | 46007      | CA Grand Cahors  | 1 002 (2014)                                   |
| Labastide-Marnhac  | 46137      | CA Grand Cahors  | 1 200 (2014)                                   |
| Le Montat          | 46197      | CA Grand Cahors  | 1 044 (2014)                                   |
| Trespoux-Rassiels  | 46322      | CA Grand Cahors  | 806 (2014)                                     |

## Démographie avant 2015
| 1962 | 1968 | 1975 | 1982 | 1990  | 1999   | 2006   | 2011   | 2012   |
| ---- | ---- | ---- | ---- | ----- | ------ | ------ | ------ | ------ |
| -    | -    | -    | -    | 9 631 | 10 192 | 10 189 | 10 663 | 10 734 |